# Ki Hong Lee
Đây là một tên người Triều Tiên, họ là Lee.
Ki Hong Lee (sinh ngày 30 tháng 9 năm 1986) là một nam diễn viên người Mỹ gốc Hàn. Anh được biết đến nhiều bởi vai diễn nhân vật Minho trong bộ phim được chuyển thể từ tiểu thuyết cùng tên The Maze Runner và nhân vật Dong Nguyen trong bộ phim truyền hình Unbreakable Kimmy Schmidt trên Netflix.

## Cuộc sống
Lee sinh ra tại Seoul, Hàn Quốc. Năm 6 tuổi, gia đình Lee chuyển đến Auckland, New Zealand. khi lên 8 tuổi gia đình anh chuyển qua sống tại Los Angeles, California.
Lee theo học tại trường University of California, Berkeley từ năm 2004 đến năm 2008. Lee học đại học tại Liberty in North Korea (LiNK) và thực tập tại đây. Sau đại học, Lee làm việc cho nhà hàng của chính bố mẹ tại Little Tokyo.
Lee bắt đầu diễn xuất khi còn ở trường trung học.

## Sự nghiệp
Lee ra mắt lần đầu tại sân khấu Wrinkles trình bày bởi East West Players và đạo diễn Jeff Liu mở cửa ngày 16 tháng 2 năm 2011 và kết thúc vào ngày 13 tháng 3 năm 2011 tại Downtown Los Angeles.
Năm 2010, Lee là khách mời trong nhiều TV Show trên truyền hình.
Năm 2013, Lee thực hiện bộ phim đầu tay của mình và đăng tải lên YouTube, 2 phần phim được chuyển thể từ Yellowface, viết bởi David Henry Hwang.
Ngày 18 tháng 4 năm 2013, đạo diễn Wes Ball thông báo trên Twitter rằng Lee đã được chọn vào vai Minho trong bộ phim được chuyển thể từ tiểu thuyết cùng tên The Maze Runner Lee tiếp tục đảm nhận vai Minho trong phần phim tiếp theo là Maze Runner: The Scorch Trials. Phim được công chiếu vào ngày 18 tháng 9 năm 2015.

## Đời tư
Ki Hong Lee kết hôn với Hayoung Choi vào ngày 7 tháng 3 năm 2015.

## Danh sách phim đã tham gia

### Phim
| Năm  | Phim                           | Vai diễn   | Chú thích |
| ---- | ------------------------------ | ---------- | --------- |
| 2013 | Yellow Face                    | BD Wong    |           |
| 2014 | The Maze Runner                | Minho      |           |
| 2015 | The Stanford Prison Experiment | Gavin Chan |           |
| 2015 | Everything Before Us           | Jay        |           |
| 2015 | Maze Runner: The Scorch Trials | Minho      |           |
| 2017 | Chiếc hộp điều ước             | Ryan Hui   |           |
| 2018 | Maze Runner: Death Cure        | Minho      |           |

### Phim ngắn
| Năm  | Phim                                  | Vai diễn           | Chú thích                             |
| ---- | ------------------------------------- | ------------------ | ------------------------------------- |
| 2011 | All in All                            | Jeremy             |                                       |
| 2012 | Take It Slow                          | Brian              | Wong Fu Productions                   |
| 2012 | Fratervention: The End of Bro'ing Out | Keith              |                                       |
| 2012 | Away We Happened                      | Ben                | Wong Fu Productions Mini-Series 6 tập |
| 2012 | Always You                            | James              | YOMYOMF Network                       |
| 2012 | MotherLover                           | Chaz Seong         | YOMYOMF Network Mini-Series 6 tập     |
| 2013 | The Master Chef                       | John Suh           | Jubilee Project                       |
| 2013 | This Is How We Never Met              | Boy                | Wong Fu Productions                   |
| 2013 | Somewhere Like This                   | Boyfriend          | Wong Fu Productions                   |
| 2013 | To Those Nights                       | Elijah bar friends | Wong Fu Productions                   |
| 2013 | She Has a Boyfriend                   | Frank              | Wong Fu Productions                   |
| 2014 | This Time                             | Manny Park         | Jubilee Project                       |
| 2017 | Two Bellmen Three                     | Jun Lee            |                                       |
| 2017 | Asian Bachelorette                    | Tom                | Wong Fu Productions                   |

### Truyền hình
| Năm  | Phim                                     | Vai diễn      | Chú thích                            |
| ---- | ---------------------------------------- | ------------- | ------------------------------------ |
| 2010 | Victorious                               | Clayton       | 2 tập: "Robarazzi" " Favorite Foods" |
| 2010 | The Secret Life of the American Teenager | Học sinh #2   | 1 tập: "Which Way Did She Go?"       |
| 2010 | Modern Family                            | Busboy        | 1 tập: "Mother Tucker"               |
| 2011 | The Nine Lives of Chloe King             | Paul          | Main role 10 tập                     |
| 2011 | New Girl                                 | Hector        | 1 tập: "Bells"                       |
| 2012 | The Client List                          | Delivery Guy  | 1 tập: "Turn the Page"               |
| 2013 | Blue Bloods                              | David Lin     | 1 tập: "The Truth About Lying"       |
| 2014 | NCIS                                     | Chris Hoffman | S11 E15: "Bulletproof"               |
| 2015 | Unbreakable Kimmy Schmidt                | Dong Nguyen   |                                      |
| 2015 | The Whispers                             | Peter Kim     | 1 tập: "X Marks The Spot"            |
| 2016 | Unbreakable Kimmy Schmidt Season 2       | Dong Nguyen   |                                      |

### Sân khấu
| Năm  | Phim     | Vai diễn | Chú thích |
| ---- | -------- | -------- | --------- |
| 2011 | Wrinkles | Jason    |           |

## Liên kết
- Ki Hong Lee trên IMDb
- Ki Hong Lee trên Instagram
- Ki Hong Lee trên Twitter